# Jimmy Smith (hudebník)
Jimmy Smith (8. prosince 1928, Norristown, Pensylvánie – 8. února 2005, Scottsdale, Arizona) byl americký hráč na Hammondovy varhany B-3. Roku 2005 mu byla udělena cena NEA Jazz Masters Award.

## Kariéra
První setkání s Hammondovými varhanami nastalo již v roce 1953, když si je po poslechu Wilda Billa Davise zamiloval natolik, že svůj původní nástroj odložil a využil ve prospěch varhan své předchozí zkušenosti z piana. Koupil si své první Hammondovy varhany, pronajímal si obchod, kam chodil cvičit a po necelém roce objevil svůj styl, kterým začínal ovládat nástroj. Už v samotném počátku, při koncertě v klubu Philadelphia ho objevil Alfred Lion z Blue Note a okamžitě s ním natočil první a druhé album. Díky novému albu Champ se Smith rychle dostával do povědomí a stával se novou hvězdou na jazzové scéně. Byl velmi aktivní, díky čemuž vzniklo přes čtyřicet nahrávek za 8 let (počínaje rokem 1956) a to vše pod značkou vydavatelství Blue Note. Mezi nejznámější alba z tohoto období patří: The Sermon!, House Party, Home Cookin, Midnight Special, Back at the Chicken Shack a Prayer Meetin.

## Hudební styl
Zatímco elektrické varhany byly používány v jazzu převážně: Fatsem Wallerem a Countem Basiem, Smithova virtuózní improvizační technika hraní na Hammondovy varhany, pomáhala stále více popularizovat použití elektrických varhan jako nástroje vhodného pro jazz a blues. V baladách používal techniku zvanou Walking bass, hranou na basových pedálech pomocí nohou. Pro skladby s rychlejším tempem využíval navíc spodního manuálu, kterým si dopomáhal k napodobení zvuku kontrabasu.

## Discografie

### Jako autor

#### Blue Note1956-63
1956
- A New Sound-A New Star Vol.1
- A New Sound-A New Star Vol.2
- The Incredible Jimmy Smith at the Organ Vol.3
- At Club Baby Grand Vol.1
- At Club Baby Grand Vol.2

1957
- A Date With Jimmy Smith Vol. 1
- A Date With Jimmy Smith Vol. 2
- Jimmy Smith At The Organ Vol. 1
- Jimmy Smith At The Organ Vol. 2
- The Sounds of Jimmy Smith
- Groovin' at Small's Vol. 1
- Groovin' at Small's Vol. 2
- Plays Pretty Just for You
- Jimmy Smith Trio + LD * Cherokee * Lonesome Road 1958
- House Party
- The Sermon!
- Confirmation * Cool Blues * Confirmation * Six Views of the Blues * Softly As A Summer Breeze 1959
- Home Cookin'

1960
- Crazy! Baby
- Midnight Special
- Back at the Chicken Shack
- Open House * Plain Talk * On the Sunny Side 1961
- Straight Life 1962
- Plays Fats Waller

1963
- Rockin' the Boat
- Prayer Meetin'
- Bucket! * I'm Movin' On * Special Guests

#### Verve1962-73
1962
- Bashin'

1963
- Any Number Can Win
- Blue Bash (with Kenny Burrell)
- Hobo Flats
- Live at the Village Gate (Metro)

1964
- The Cat (album)|The Cat
- Who's Afraid of Virginia Woolf?
- Christmas Cookin'/Christmas '64

1965
- Monster
- Organ Grinder Swing
- Got My Mojo Workin'
- In Hamburg Live (Metro)
- Live in Concert /Paris/Salle Pleyel Live (Metro)
- La Métamorphose des cloportes (Soundtrack) 1966
- Hoochie Coochie Man
- Peter and the Wolf
- The Dynamic Duo (with Wes Montgomery)
- Further Adventures of Jimmy & Wes (with Wes Montgomery) 1967
- Respect
- Plays the Standards (Sunset SUS-5175/SUM-1175)

1968
- The Boss
- Livin' It Up
- Stay Loose
- Live Salle Pleyel (Trema) 1970
- Groove Drops

1971
- I'm Gonna Git Myself Together
- In A Plain Brown Wrapper

1972
- Bluesmith
- Root Down (Jimmy Smith album)|Root Down - Live
- Newport In New York '72/The Jimmy Smith Jam, Vol.5 (Atlantic)

1973
- Portuguese Soul
- The Other Side Of Jimmy Smith

#### Ostatní vydavatelství
- 1974 Blacksmith (Pride)
- 1974 Paid in Full (Mojo)
- 1975 '75 (Mojo)
- 1976 Sit on It! (Mercury)
- 1977 It's Necessary (Mercury)
- 1978 Unfinished Business (Mercury)
- 1980 The Cat Strikes Again (Laserlight)
- 1980 Second Coming (Mojo)
- 1981 All The Way Live (with Eddie Harris) (Milestone) * 1982 Off the Top (Elektra)
- 1983 Keep on Comin' (Elektra)
- 1985 One Night With Blue Note, Preserved - Vol. 3 (Blue Note)
- 1986 Go For Watcha Know (Blue Note)
- 1989 Prime Time (Milestone)
- 1990 Fourmost Live (Milestone)
- 1990 Fourmost Return (Milestone) * 1993 Sum Serious Blues (Milestone)
- 1993 The Master (Blue Note)
- 1993 The Master II (Blue Note) * 1995 Damn! (Verve)
- 1996 Angel Eyes (Verve)
- 2000 Dot Com Blues (Blue Thumb/Verve)
- 2001 Black Cat/Daybreak (Castle)

### Jako spoluhráč
- Lenny White - Venusian Summer (L.White/J.Smith/Larry Young/L.Coryell/Al DiMeola/Weldon Irvine/Hubert Laws) (Nemperor) 1975
- James Ingram - It's Your Night (QWest) 1983
- Stanley Turrentine - Straight Ahead (S. Turrentine/J.Smith/G.Benson/L.McCann) (Blue Note) 1984
- Frank Sinatra - L.A. Is My Lady (Warners) 1984
- Michael Jackson - Bad (Hammond B3 Midi organ solo in "Bad (Michael Jackson song)") (Epic/Sony) 1987
- Dee Dee Bridgewater - Love and Peace: A Tribute to Horace Silver (Verve) 1994
- Joey DeFrancesco - Incredible! (Concord) 1999
- Joey DeFrancesco - Legacy (Concord) 2005